# 翠峰姬春蟬
翠峰姬春蟬（学名：Euterpnosia ampla）为蟬科姬春蟬屬下的一个种，公蟬體長約29.2—31（1.15—1.22英寸），體態特徵類似高山姬春蟬，但體型較大、第6腹節比胸部寬，臺灣特有種。